# Harald Bundli
Harald Bundli (nascido em 15 de abril de 1953) é um ex-ciclista norueguês que participava em competições de ciclismo de pista.
Disputou as Olimpíadas de Munique 1972 e Montreal 1976, terminando respectivamente na décima oitava e sétima posição na prova de 1 km contrarrelógio por equipes.